# Adrian Markowski
Adrian Markowski (ur. 14 października 1978) – polski lekkoatleta, który specjalizował się w rzucie oszczepem.
Mistrz Europy juniorów z 1997 r. (78,42). W roku 2009 zdobył złoto mistrzostw Polski, a wcześniej - w 2007 - był wicemistrzem kraju. W 2009 roku bronił biało-czerwonych barw podczas mistrzostw świata w Berlinie - z wynikiem 74,13 nie awansował do finału. Reprezentant klubu MKS Osa Zgorzelec. Rekord życiowy: 84,85 (1 sierpnia 2009, Bydgoszcz). Rezultat ten jest szóstym w historii polskiego oszczepu.
W sezonie 2012/2013 jest trenerem przygotowania fizycznego w koszykarskim klubie PGE Turów Zgorzelec https://archive.is/20130429161505/http://www.ksturow.eu/druzyna/sztab-szkoleniowy/

## Progresja wyników
| Rok  | Wynik | Data        | Miejsce   |
| ---- | ----- | ----------- | --------- |
| 1997 | 78,42 | 26 lipca    | Lublana   |
| 1998 | 75,82 | 8 września  | Warszawa  |
| 1999 | 74,33 | 12 czerwca  | Warszawa  |
| 2000 | 77,95 | 15 lipca    | Bydgoszcz |
| 2001 | 75,09 | 17 czerwca  | Warszawa  |
| 2002 | 73,41 | 16 czerwca  | Warszawa  |
| 2003 | 72,22 | 3 maja      | Bojanowo  |
| 2004 | 77,20 | 9 czerwca   | Chociebuż |
| 2005 | 75,48 | 16 lipca    | Poznań    |
| 2007 | 75,50 | 30 czerwca  | Poznań    |
| 2008 | 78,95 | 26 kwietnia | Zgorzelec |
| 2009 | 84,85 | 1 sierpnia  | Bydgoszcz |